# Arnd Peiffer
Arnd Peiffer (Wolfenbüttel, 18 maart 1987) is een Duitse biatleet. Hij maakte in het seizoen 2008/2009 zijn debuut in de wereldbeker biatlon. Hij nam driemaal deel aan de Olympische Winterspelen waarbij hij drie medailles behaalde. Hij werd ook vijfmaal wereldkampioen.

## Carrière
Aan het begin van het seizoen 2008/2009 werd Peiffer opgenomen in het B-kader van de Duitse biatleten. Na enkele overtuigende prestaties in de IBU-Cup, werd hij door de bondscoach Frank Ullrich opgenomen
in de ploeg voor de wereldbekerwedstrijden na de jaarwisseling. Hij maakte zijn debuut in de wereldbekerwedstrijden op 8 januari 2009 toen hij als derde atleet in de Duitse estafette mocht aantreden. Samen met zijn teamgenoten Michael Greis, Michael Rösch en Toni Lang haalde hij de derde plaats.
Twee dagen later kwam Peiffer voor het eerst aan de start van een individuele wedstrijd. In de sprintwedstrijd van Oberhof verraste hij met een achtste plaats. Peiffer miste één schietschijf en eindigde uiteindelijk op minder dan 50 seconden van winnaar Maxim Tsjoedov. Met die achtste plaats verzekerde Peiffer zich meteen ook van deelname aan de wereldkampioenschappen.
Bij die wereldkampioenschappen won Peiffer zowel met de gemengde estafette als met de mannenploeg een bronzen medaille. Arnd Peiffer behaalde in zijn debuutseizoen ook zijn eerste wereldbekeroverwinning: bij de wedstrijden in Chanty-Mansiejsk won hij de sprintwedstrijd.
Op de Wereldkampioenschappen biatlon 2010 in Chanty-Mansiejsk behaalde hij samen met Simone Hauswald, Magdalena Neuner en Simon Schempp een gouden medaille op de gemengde estafette. Eerder dat jaar maakte Peiffer ook zijn debuut op de Olympische Winterspelen. In Vancouver was zijn beste resultaat een 17e plaats in de massastart. In het estafettenummer eindigde hij op de 5e plaats. Op de Wereldkampioenschappen biatlon 2011 in Chanty-Mansiejsk werd Peiffer wereldkampioen op de sprint. Samen met Andrea Henkel, Magdalena Neuner en Michael Greis eindigde Peiffer op de tweede plaats in de gemengde estafette. In 2012 behaalde Peiffer twee medailles op de Wereldkampioenschappen biatlon 2012 in Ruhpolding: zowel op de estafette als de gemengde estafette eindigde Peiffer met zijn landgenoten op de derde plaats.
Samen met Simon Schempp, Andreas Birnbacher en Erik Lesser behaalde Peiffer opnieuw brons op het estafettenummer op de Wereldkampioenschappen biatlon 2013. In 2014 nam Peiffer deel aan Olympische Winterspelen in Sotsji. Aan de zijde van Erik Lesser, Daniel Böhm en Simon Schempp behaalde Peiffer de bronzen medaille op de estafette. Datzelfde viertal werd in 2015 in Kontiolahti wereldkampioen op het estafettenummer.

## Resultaten

### Olympische Winterspelen
| Jaar | Plaats      | Onderdeel   | Onderdeel | Onderdeel     | Onderdeel  | Onderdeel | Onderdeel          |
| Jaar | Plaats      | Individueel | Sprint    | Achtervolging | Massastart | Estafette | Gemengde estafette |
| ---- | ----------- | ----------- | --------- | ------------- | ---------- | --------- | ------------------ |
| 2010 | Vancouver   | –           | 37e       | 37e           | 17e        | 5e        |                    |
| 2014 | Sotsji      | –           | 34e       | 19e           | 18e        | ↑         | –                  |
| 2018 | Pyeongchang | 21e         | ↑         | 8e            | 13e        | ↑         | 4e                 |

### Wereldkampioenschappen
| Jaar | Plaats            | Onderdeel                               | Onderdeel                               | Onderdeel                               | Onderdeel                               | Onderdeel                               | Onderdeel          | Onderdeel                 |
| Jaar | Plaats            | Individueel                             | Sprint                                  | Achtervolging                           | Massastart                              | Estafette                               | Gemengde estafette | Single gemengde estafette |
| ---- | ----------------- | --------------------------------------- | --------------------------------------- | --------------------------------------- | --------------------------------------- | --------------------------------------- | ------------------ | ------------------------- |
| 2009 | Pyeongchang       | –                                       | –                                       | –                                       | –                                       | Brons                                   | Brons              |                           |
| 2010 | Chanty-Mansiejsk  | Niet gehouden vanwege Olympische Spelen | Niet gehouden vanwege Olympische Spelen | Niet gehouden vanwege Olympische Spelen | Niet gehouden vanwege Olympische Spelen | Niet gehouden vanwege Olympische Spelen | Goud               |                           |
| 2011 | Chanty-Mansiejsk  | 15e                                     | Goud                                    | 4e                                      | 8e                                      | 7e                                      | Zilver             |                           |
| 2012 | Ruhpolding        | 7e                                      | 37e                                     | 17e                                     | 7e                                      | Brons                                   | Brons              |                           |
| 2013 | Nové Město        | 28e                                     | 16e                                     | 21e                                     | 23e                                     | Brons                                   | –                  |                           |
| 2015 | Kontiolahti       | 22e                                     | 30e                                     | 14e                                     | 22e                                     | Goud                                    | –                  |                           |
| 2016 | Oslo Holmenkollen | –                                       | 7e                                      | 13e                                     | 5e                                      | Zilver                                  | Zilver             |                           |
| 2017 | Hochfilzen        | 34e                                     | 12e                                     | 19e                                     | 10e                                     | 4e                                      | Goud               |                           |
| 2019 | Östersund         | Goud                                    | 9e                                      | 13e                                     | 6e                                      | Zilver                                  | Zilver             | –                         |
| 2020 | Antholz           | 50e                                     | 7e                                      | 5e                                      | 21e                                     | Brons                                   | 4e                 | –                         |

### Wereldkampioenschappen junioren
| Jaar | Plaats     | Onderdeel   | Onderdeel | Onderdeel     | Onderdeel |
| Jaar | Plaats     | Individueel | Sprint    | Achtervolging | Estafette |
| ---- | ---------- | ----------- | --------- | ------------- | --------- |
| 2008 | Ruhpolding | –           | Brons     | 7e            | Brons     |

### Wereldbeker
Eindklasseringen
| Seizoen   | Algemeen | Individueel | Sprint | Achtervolging | Massastart |
| --------- | -------- | ----------- | ------ | ------------- | ---------- |
| 2008/2009 | 38e      | 54e         | 23e    | 44e           | –          |
| 2009/2010 | 9e       | 33e         | 6e     | 9e            | Brons      |
| 2010/2011 | 4e       | 14e         | Brons  | 8e            | 6e         |
| 2011/2012 | 4e       | 12e         | 4e     | 4e            | 9e         |
| 2012/2013 | 18e      | 17e         | 16e    | 15e           | 20e        |
| 2013/2014 | 7e       | 39e         | Zilver | 12e           | 22e        |
| 2014/2015 | 13e      | 17e         | 8e     | 13e           | 22e        |
| 2015/2016 | 11e      | –           | 4e     | 10e           | 6e         |
| 2016/2017 | 4e       | 22e         | 4e     | Brons         | 8e         |
| 2017/2018 | 4e       | 14e         | Brons  | 5e            | 7e         |
| 2018/2019 | 5e       | 4e          | 10e    | 6e            | Zilver     |
| 2019/2020 | 11e      | –           | 13e    | 9e            | 5e         |

Wereldbekerzeges
| Nr.         | Datum            | Plaats                | Onderdeel             |             |
| Individueel | Individueel      | Individueel           | Individueel           | Individueel |
| ----------- | ---------------- | --------------------- | --------------------- | ----------- |
| 1.          | 26 maart 2009    | Chanty-Mansiejsk      | 10 km sprint          |             |
| 2.          | 23 januari 2010  | Antholz               | 10 km sprint          |             |
| 3.          | 4 februari 2011  | Presque Isle          | 10 km sprint          |             |
| 4.          | 5 maart 2011     | Chanty-Mansiejsk (WK) | 10 km sprint          |             |
| 5.          | 7 januari 2012   | Oberhof               | 10 km sprint          |             |
| 6.          | 4 februari 2012  | Oslo                  | 12,5 km achtervolging |             |
| 7.          | 14 februari 2015 | Oslo                  | 10 km sprint          |             |
| 8.          | 11 maart 2017    | Kontiolahti           | 12,5 km achtervolging |             |
| 9.          | 13 maart 2019    | Östersund (WK)        | 20 km individueel     |             |
| 10.         | 20 december 2020 | Hochfilzen            | 15 km massastart      |             |
| Estafettes  |                  |                       |                       |             |
| 1.          | 28 maart 2010    | Chanty-Mansiejsk      | Gemengde estafette    |             |
| 2.          | 5 januari 2011   | Oberhof               | 4x7,5 km estafette    |             |
| 3.          | 23 januari 2011  | Antholz               | 4x7,5 km estafette    |             |
| 4.          | 5 maart 2015     | Kontiolahti (WK)      | 4x7,5 km estafette    |             |
| 5.          | 7 februari 2016  | Canmore               | Gemengde estafette    |             |
| 6.          | 21 januari 2017  | Antholz               | 4x7,5 km estafette    |             |
| 7.          | 9 februari 2017  | Hochfilzen (WK)       | Gemengde estafette    |             |